# Ведро Поље (Босански Петровац)
Ведро Поље је насељено мјесто у Босни и Херцеговини, у општини Босански Петровац, које административно припада Федерацији Босне и Херцеговине. Према попису становништва из 2013. у насељу је живјело свега 26 становника.

## Становништво
| Националност       | 1991. | 1981. | 1971. | 1961. |
| Срби               | 113   |       |       |       |
| остали и непознато |       |       |       |       |
| Укупно             | 113   | '     | '     | '     |

| Демографија | Демографија | Демографија |
| Година      | Становника  | Становника  |
| ----------- | ----------- | ----------- |
| 1991.       | 113         |             |

### Презимена
Дошен — две куће. Славе Никољдан.
Грубишић — три куће. Славе Ђурђевдан.
Шево — две куће. Славе Лучиндан.
Ћуп — две куће. Славе Никољдан.
Балабан — две куће. Славе Петровдан.
Тубић — две куће. Славе Јовањдан.
Јовичић — једна кућа. Слави Ђурћевдан.
Стојковић — две куће. Славе Јовањдан.
Миљевић — три куће. Славе Св. Стефана (27. дец.).
Руњић — шест кућа, Славе Никољдан.
Радујко — једна кућа.
Дрљача — једна кућа. Славе Тривундан.
Павић — једна кућа. Славе Јовањдан.
Богдановић — две куће. Славе Јовањдан.
Почуча — једна кућа. Славе Враче.
Радуловић — три куће. Славе Никољдан.

## Знамените личности
- Илија Дошен, генерал ЈНА, предсједник Врховног суда Југославије, учесник Народноослободилачке борбе, носилац Партизанске споменице и народни херој Југославије.
- Јово Павић, генерал ЈНА, учесник Народноослободилачке борбе и носилац Партизанске споменице.
- Милан Ћуп, учесник Народноослободилачке борбе и народни херој Југославије.